# 上野 (神戸市)
上野（うえの）は兵庫県神戸市灘区の大字の一つで、旧・上野村の領域のうち住居表示が未実施な背山（入会山）の部分である。
小字は小屋場・三ノ休原・高尾山・芋ヶ谷・絵馬堂・観音山・九郎兵衛新田・下多・城ノ下・城下山・新田・大日上・大日東・西市兵衛・番ノ内・巳起・野々道がある。
東は同じく山林の畑原、南の市街地の西側が箕岡通で東側が城の下通、西が山林の原田、北が同じく山林の大石。
令和2年国勢調査（2020年10月1日）における定住人口はない。郵便番号：657-0103。